# Simone Veil
Simone Veil, nata Simone Annie Liline Jacob (Nizza, 13 luglio 1927 – Parigi, 30 giugno 2017), è stata una magistrata e politica francese.
Nata in una famiglia ebrea, fu deportata nel campo di concentramento di Auschwitz durante la seconda guerra mondiale. Sopravvissuta, intraprese la carriera di magistrato, divenendo nel 1970 la prima donna segretaria generale del Consiglio superiore della magistratura (CSM). Nel 1974 fu nominata ministra della Salute, diventando la seconda donna in Francia a essere nominata ministra dopo Germaine Poinso-Chapuis, durante il suo incarico fece adottare la legge francese di depenalizzazione dell'aborto, che viene chiamata legge Veil. Fu poi europarlamentare, diventando la prima persona eletta a suffragio universale a diventare presidente del Parlamento europeo nel 1979, e mantenendo tale incarico fino al 1982. Venne quindi nominata ministra di Stato, per diventare infine membro del Consiglio costituzionale dal 1998 al 2007.

## Biografia

### Infanzia
Il padre, André Jacob, era architetto. La madre, Yvonne Steinmetz, figlia di un pellicciaio, abbandonò dopo il matrimonio gli studi in chimica, su richiesta del marito. Dopo la nascita di due figlie, Madeleine e Denise, la famiglia lascia Parigi per stabilirsi a Nizza, dove nascono Jean, l'unico figlio maschio, e Simone. A causa della crisi del 1929 il padre fatica a trovare lavoro per mantenere la famiglia.

### La deportazione
Appartenente ad una famiglia  ebraica, durante l'occupazione nazista subì dure persecuzioni. Nonostante questo riuscì a conseguire la maturità nel marzo 1944 ma subito dopo fu deportata insieme alla madre ed alla sorella Miou nel campo di concentramento di Auschwitz. Con la sorella, fu l'ultima sopravvissuta, con il numero 78651 tatuato sul braccio; prima fu deportata ad Auschwitz, poi nel luglio 1944 nel campo di Bobrek, e infine, dopo un passaggio di nuovo ad Auschwitz, fu inviata a Bergen-Belsen con una delle marce della morte,, in quanto il campo era stato liberato dai sovietici il 27 gennaio 1945, il cui anniversario è l'attuale Giorno della Memoria in tutti gli Stati dell'Unione europea. Fu liberata il 15 aprile dall'esercito britannico.
Laureata in giurisprudenza, magistrata, sposò nel 1946 Antoine Veil dal quale ebbe tre figli. Fu tra i soci fondatori e presidente onoraria della Fondation pour la Mémoire de la Shoah, organizzazione no-profit che si occupa della promozione della memoria e degli studi sulla tragedia della Shoah.

### Carriera politica
Abbandonata nel 1974 la carriera di magistrata, dopo l'elezione di Valéry Giscard d'Estaing a presidente della Repubblica francese, fu nominata ministra della salute nel governo di Jacques Chirac, confermata nell'incarico in quello successivo di Raymond Barre. Ebbe anche l'incarico della famiglia e della sicurezza sociale. La nomina di Simone Veil rappresentò una novità, anche perché fu una delle prime donne ministra. In quel periodo riuscì a ottenere l'approvazione della legge sull'aborto, sia pure subendo nel corso di un lungo ed estenuante dibattito all'Assemblée Nationale violenti attacchi da parte dei deputati più oltranzisti (un parlamentare del centro-destra arrivò a deporre un feto sotto formalina sul banco dei ministri).
Nel luglio 1979, lasciò il governo Barre per guidare la lista dell'Unione per la Democrazia Francese alle prime elezioni a suffragio universale per il Parlamento europeo. Fu la capofila dello schieramento europeista, liberale e centrista, sostenuto apertamente da Giscard d'Estaing. Alla prima riunione del Parlamento europeo a Strasburgo nel luglio del 1979 fu eletta presidente dell'assemblea. Durante il suo discorso d'investitura rende omaggio a Louise Weiss e dichiara esplicitamente di voler ridare prestigio e rinforzare i poteri del Parlamento europeo. Venne eletta al secondo turno ottenendo 192 voti, tre più della maggioranza richiesta, dal blocco comprendente liberali, democristiani, conservatori inglesi e una parte dei gollisti. Restò in carica fino al gennaio 1982. Fu rieletta al Parlamento europeo nel 1984, stavolta con la lista unitaria di centro-destra RPR-UDF capeggiata da lei (in qualità di illustre esponente dell'UDF) e da Jacques Chirac (in qualità di leader del RPR). Alle elezioni del 1989 si ripresentò nella formazione Le Centre pour l'Europe, lista concorrente con l'Unione UDF-RPR. Il suo percorso l'ha portata a essere ormai considerata una delle madri dell'Europa.

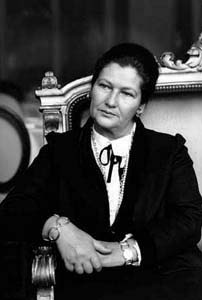
Simone Veil nel 1993

Nel marzo del 1993 fu nominata ministra di Stato, ministra della sanità, degli affari sociali e delle aree urbane nel governo di Édouard Balladur. In quanto ministra di Stato, aveva una posizione protocollare che la collocava immediatamente dopo il primo ministro. Restò in carica fino al maggio 1995: avendo sostenuto la candidatura di Édouard Balladur alla presidenza della Repubblica, decide di lasciare il governo dopo l'elezione di Chirac. Tuttavia il primo ministro Alain Juppé le propone di presiedere l'Alto consiglio all'integrazione, e Veil accetta iscrivendosi contemporaneamente all'UDF. Nel marzo 1998 fu nominata membro del Consiglio costituzionale dal presidente del Senato René Monory. Il suo mandato durò nove anni e terminò nel marzo del 2007.
In occasione del referendum per l'approvazione della Costituzione europea del 29 maggio 2005 chiese di essere sospesa temporaneamente dal Consiglio costituzionale per fare campagna per il voto favorevole dei francesi. Nel febbraio 2007 espresse il suo sostegno alla candidatura di Nicolas Sarkozy alla Presidenza della Repubblica, smarcandosi dal candidato dell'UDF François Bayrou. Il 9 aprile 2008 fu designata dal consiglio dei ministri alla presidenza del Comité de réflexion sur le préambule de la Constitution. Nell'ottobre 2012 battezzò come "madre nobile" la neonata formazione di centrodestra UDI, capeggiata da Jean-Louis Borloo.

### Accademica di Francia

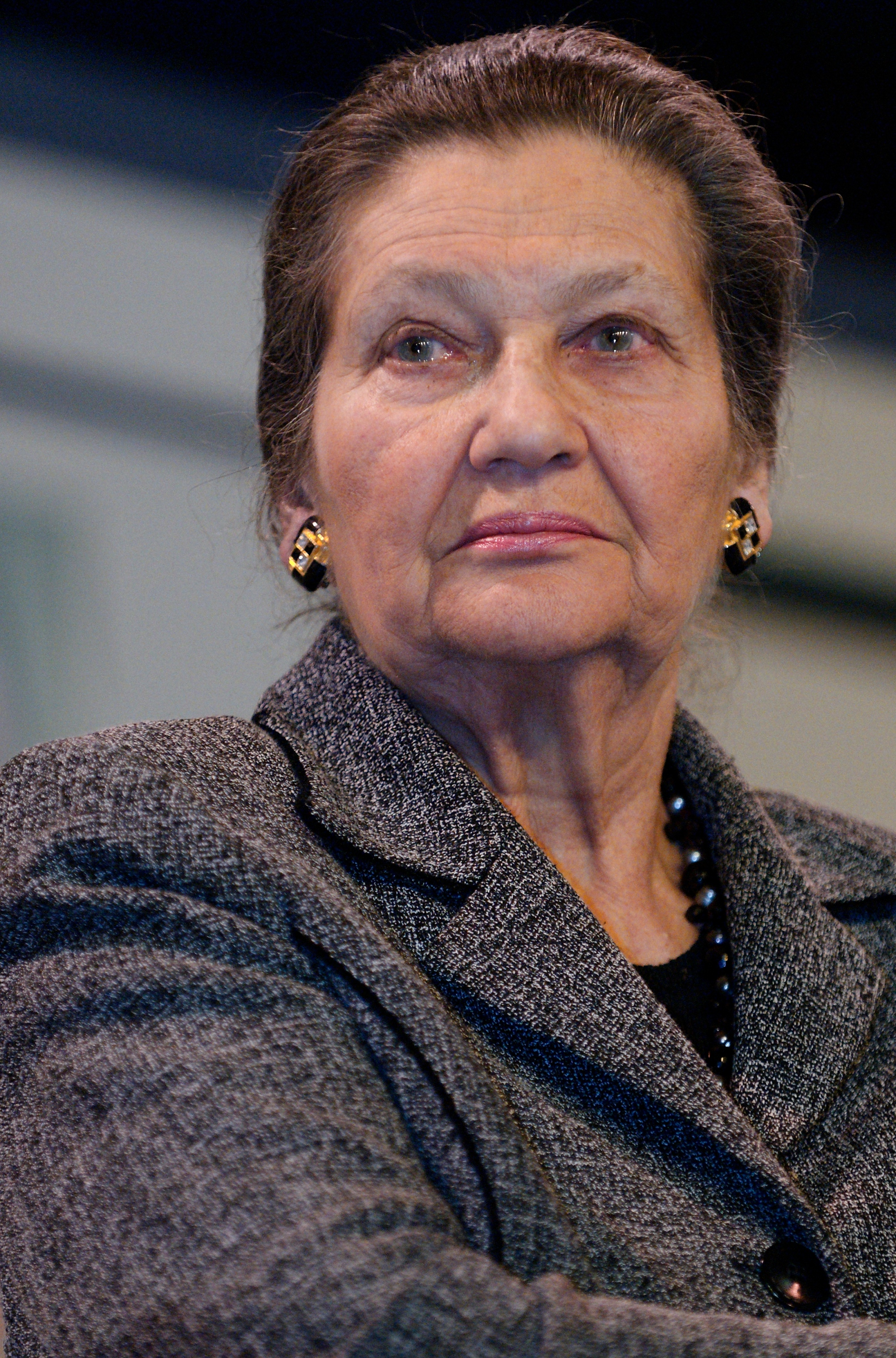
Simone Veil nel febbraio 2008

Il 20 novembre 2008 fu eletta all'Académie française al primo turno dello scrutinio, con 22 voti su 29 (5 schede bianche e 2 nulle), occupando il seggio numero 13 che fu di Pierre Messmer, deceduto il 29 agosto 2007. La spada, che fa parte dei simboli degli Immortels come sono chiamati in Francia, è personalizzata per ogni membro e porta i simboli che lo rappresentano. Per Simone Veil fu decorata con il numero 78 651 che le fu tatuato sul braccio al suo ingresso nel campo di sterminio di Birkenau. Sul pomolo si trova una tartaruga, simbolo di longevità, mentre sulla manica due mani si stringono, simbolo della riconciliazione fra i popoli. Sul dorso delle mani appaiono una fiamma, in ricordo dei forni crematori, e un ramo d'ulivo che rappresenta la pace. La guardia è decorata con dei volti femminili in ricordo delle sue battaglie in favore delle donne. Sulla lama sono inoltre incisi il motto della Francia, Liberté, Égalité, Fraternité e quello dell'Unione europea, Unie dans la diversité.

### Ultimi anni

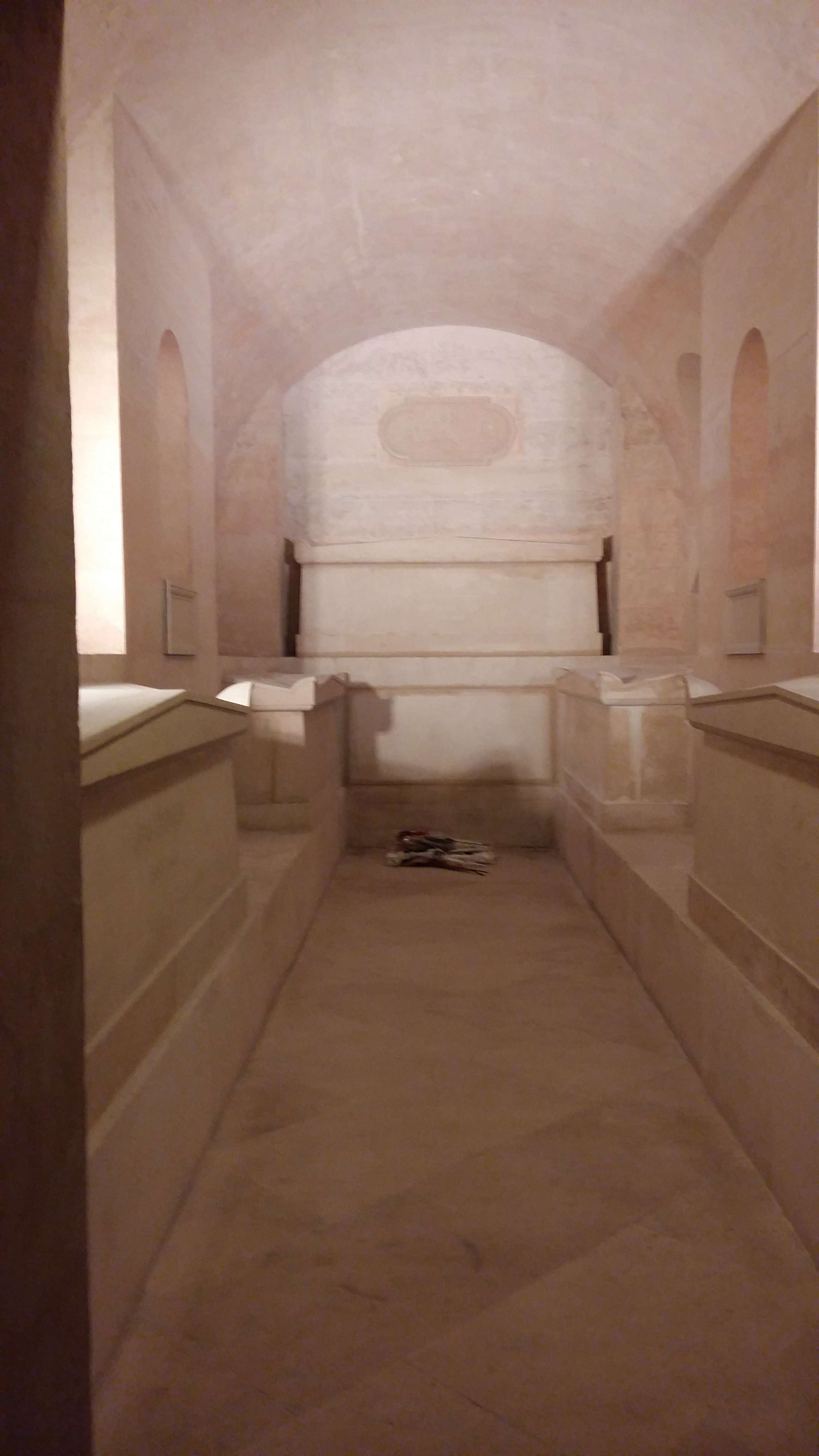
Le tombe di Jean Moulin e André Malraux a sinistra, degli sposi Veil in fondo, di René Cassin e di Jean Monnet a destra

Nel 2013, dopo il decesso del marito e della sorella, decise di ritirarsi dalla vita pubblica. Morì a Parigi il 30 giugno 2017 poco prima di compiere 90 anni. Diversi esponenti politici chiesero che fosse tumulata nel Pantheon, una sorta di cimitero laico delle grandi personalità francesi. Nel febbraio 2018 il presidente francese Emmanuel Macron annunciò che sia lei che il marito avrebbero riposato nel Pantheon dal 1º luglio 2018: si tratta della prima coppia di sposi e della quinta donna dopo circa 100 anni.

## Riconoscimenti
- Nel 2018 la Francia ha coniato in suo onore una moneta da 2 euro commemorativa
- Dal 2019 Simone Veil è onorata come Giusta al Giardino dei Giusti di tutto il mondo di Milano[13]

## Nella cultura di massa
- Nel 2014, in occasione dei quarant'anni dell'approvazione della legge sull'aborto, Christian Faure ha realizzato il lungometraggio La Loi, in cui Emmanuelle Devos interpretando il ruolo di Simone Veil, presenta al grande pubblico i 3 giorni di dibattito precedenti l'approvazione della legge per la depenalizzazione dell'aborto.[15]
- Nel 2022 è uscito il film Simone, le voyage du siècle, in cui si racconta la vita di Simone Veil. Il film è diretto da Olivier Dahan e il suo ruolo è interpretato da Elsa Zylberstein.[16]